# Associazione Sportiva Acireale 2000-2001
Questa pagina raccoglie le informazioni riguardanti l'Associazione Sportiva Acireale nelle competizioni ufficiali della stagione 2000-2001.

## Rosa
| N. |                   | Ruolo | Calciatore           |
| -- | ----------------- | ----- | -------------------- |
|    | Italia (bandiera) | A     | Marco Alberio        |
|    | Italia (bandiera) | D     | Giuseppe Anastasi    |
|    | Italia (bandiera) | C     | Maurizio Anastasi    |
|    | Italia (bandiera) | D     | Giuseppe Bonanno     |
|    | Italia (bandiera) | C     | Vladimiro Caramel    |
|    | Italia (bandiera) | D     | Michele Cataldi      |
|    | Italia (bandiera) | P     | Paolo Cavalieri      |
|    | Italia (bandiera) | C     | Mario Chianello      |
|    | Italia (bandiera) | D     | Alessandro Cicchetti |
|    | Italia (bandiera) | C     | Giovanni Costanzo    |
|    | Italia (bandiera) | D     | Giuseppe Cutrufello  |
|    | Italia (bandiera) | A     | Andrea D'Amblè       |
|    | Italia (bandiera) | C     | Salvatore Giardina   |
|    | Italia (bandiera) | D     | Vito Incrivaglia     |

| N. |                     | Ruolo | Calciatore                      |
| -- | ------------------- | ----- | ------------------------------- |
|    | Italia (bandiera)   | C     | Giuseppe Librizzi               |
|    | Italia (bandiera)   | C     | Livio Maranzano                 |
|    | Colombia (bandiera) | C     | Jaime Leon Merito               |
|    | Italia (bandiera)   | D     | Gennaro Monaco                  |
|    | Italia (bandiera)   | D     | Francesco Montaldo              |
|    | Italia (bandiera)   | A     | Roberto Novello                 |
|    | Italia (bandiera)   | P     | Marco Onorati                   |
|    | Italia (bandiera)   | C     | Michele Perricone               |
|    | Italia (bandiera)   | A     | Orazio Russo                    |
|    | Italia (bandiera)   | A     | Massimiliano Antonio Scichilone |
|    | Italia (bandiera)   | C     | Danilo Stefani                  |
|    | Italia (bandiera)   | D     | Andrea Suriano                  |
|    | Italia (bandiera)   | P     | Corrado Vaccaro                 |